# Équipe du Cameroun de beach soccer
L'équipe du Cameroun de beach soccer est une sélection qui réunit les meilleurs joueurs camerounais dans cette discipline.

## Palmarès
- Coupe du monde
  - 1er tour en 2006[1] et 2008[2]

- Championnat d'Afrique (1)
  - Vainqueur en 2006
  - Finaliste en 2008

## Effectif
- Bertrand Abissonono